# 櫻井哲雄
櫻井 哲雄（さくらい てつお、1935年（昭和10年）8月7日 - 2021年（令和3年）12月3日）は、日本の政治家。宮崎県延岡市長（3期）。
福岡県北九州市生まれ、宮崎県川南町育ち。

## 経歴
- 1959年3月 九州大学経済学部卒業
- 1959年4月 宮崎県庁入庁
- 1973年4月 日南労政事務所長
- 1980年4月 総務部秘書課長
- 1983年4月 総務部財政課長
- 1985年4月 商工労働部次長
- 1987年4月 商工労働部次長兼日向延岡地区新産業都市開発局長
- 1988年4月 東京事務所長
- 1990年4月 総務部長
- 1994年1月 宮崎県庁を退職
- 1994年2月 第21代延岡市長に当選
- 1998年2月 第22代延岡市長に当選
- 2002年2月 第23代延岡市長に当選
- 2006年2月 延岡市長選に落選
- 2021年12月3日午後1時23分、間質性肺炎のため宮崎市内の病院で死去、86歳[2]。死没日をもって従五位に叙される[3]。